# 世界の推理小説雑誌一覧
世界の推理小説雑誌一覧（せかいのすいりしょうせつざっしいちらん）は、世界各国で刊行されている推理小説専門誌または関連する雑誌の一覧である。ウィキペディア内に記事が存在する雑誌を中心とする。

## アジア

### 日本
- 刊行中
  - ジャーロ
  - 小説推理
  - ハヤカワミステリマガジン
  - ミステリーズ!
  - メフィスト
- 廃刊・休刊
  - 幻影城
  - 新青年
  - 創元推理
  - 創元推理21
  - 宝石
- 関連雑誌
  - ファウスト - 『メフィスト』から派生した文芸誌。4号でミステリ特集があるほか、3号で宇山日出臣、7号で島崎博へのインタビューが行われている。

### 韓国
- 刊行中
  - 계간 미스터리（季刊ミステリ）
- 関連雑誌
  - 파우스트（韓国版『ファウスト』） - 日本の文芸誌『ファウスト』の韓国版だが、独自にさまざまなジャンルの特集記事を掲載している。3号では「ミステリーを語る」と題した特集が組まれ、ミステリファンによる座談会および新人推理作家のデビュー作が掲載された。
  - 판타스틱（ko）（FANTASTIQUE） - ミステリーやSFなどさまざまなジャンルを扱う文芸誌。早川書房特集（17号）、横溝正史特集（18号）、金来成特集（20号）などがあり、小説では法月綸太郎や三津田信三の短編が掲載されている。

### 台湾
- 刊行中
  - 謎詭 日本推理情報誌
  - MYSTERY（台湾版『Ellery Queen's Mystery Magazine』）
- 廃刊・休刊
  - 推理雜誌（推理雑誌）
- 関連雑誌
  - 挑戰者月刊（月刊挑戦者） - 漫画・小説雑誌。『名探偵の掟』翻訳掲載のほか、推理小説特集号、シャーロック・ホームズ特集号などがあった。休刊中。

### 中国
- 刊行中
  - 岁月推理（歳月・推理）
  - 推理世界

## 欧米

### アメリカ
- 刊行中
  - Alfred Hitchcock's Mystery Magazine（en）（アルフレッド・ヒッチコック・ミステリ・マガジン）
  - Ellery Queen's Mystery Magazine（エラリー・クイーンズ・ミステリ・マガジン）

### イギリス
- 廃刊・休刊
  - The Strand Magazine（ストランド・マガジン）

### スウェーデン
- 刊行中
  - CDM（sv） - 2007年1号には宮部みゆき「うそつき喇叭」が掲載された。
  - Jury（sv）
- 関連雑誌
  - Dast-Magazine（sv） - 推理小説を中心に、SFや漫画なども掲載する文芸誌。2006年発行の4冊では、日本の推理小説や漫画が紹介された。2007年以降はウェブマガジンになっている。

### ドイツ
- 刊行中
  - Criminalis - ドイツ唯一の推理小説雑誌

### フランス
- 刊行中
  - 813（fr）
  - L'Ours polar（fr）（ルール・ポラール）
  - Temps noir（fr）（タン・ノワール）

### ロシア
- 関連雑誌
  - Полдень. XXI век（ru） - SFが中心だが、ミステリに近い作品もある。